# Olof Sjöstrand (artist)
Gunnar Olof Sjöstrand, född 31 januari 1919 i Katarina församling, Stockholm, död 7 augusti 1999 i Matteus församling, Stockholm, var en svensk stuntman och cirkusartist.
Sjöstrand är gravsatt i minneslunden på Råcksta begravningsplats. 

## Filmografi
- 1949 – Pippi Långstrump
- 1949 – Singoalla
- 1950 – Sånt händer inte här